# Хіронага Юдзі
Юдзі Хіронага (яп. 廣長 優志, нар. 25 липня 1975, Префектура Осака) — японський футболіст, що грав на позиції півзахисника.
Виступав, зокрема, за клуби «Верді Кавасакі» та «Гамба Осака», а також олімпійську збірну Японії.

## Клубна кар'єра
У дорослому футболі дебютував 1994 року виступами за команду «Верді Кавасакі», в якій провів чотири сезони, взявши участь у 53 матчах чемпіонату. 
Своєю грою за цю команду привернув увагу представників тренерського штабу клубу «Гамба Осака», до складу якого приєднався 1998 року. Відіграв за команду з Осаки наступні півтора сезону своєї ігрової кар'єри. Протягом першого сезону у складі «Гамби» Хіронага був основним гравцем команди, але потім втратив місце в основі, через що 1999 року повернувся у «Верді Кавасакі» (з 2001 року — «Токіо Верді»). 
Протягом сезону 2002 року грав у другому дивізіоні Джей-ліги за «Йокогаму».
Завершив професійну ігрову кар'єру у клубі «Сересо Осака», за команду якого виступав протягом сезонів 2003 і 2004 років.

## Виступи за збірну
1996 року у складі збірної Японії був учасником футбольного турніру на Олімпійських іграх, де японці не змогли вийти з групи.

## Статистика
| Чемпіонат | Чемпіонат        | Чемпіонат   | Ліга | Ліга | Кубок            | Кубок            | Кубок ліги      | Кубок ліги      | Всього | Всього |
| Сезон     | Клуб             | Ліга        | Ігри | Голи | Ігри             | Голи             | Ігри            | Голи            | Ігри   | Голи   |
| Японія    | Японія           | Японія      | Ліга | Ліга | Кубок Імператора | Кубок Імператора | Кубок Джей-ліги | Кубок Джей-ліги | Всього | Всього |
| --------- | ---------------- | ----------- | ---- | ---- | ---------------- | ---------------- | --------------- | --------------- | ------ | ------ |
| 1994      | «Верді Кавасакі» | Джей-ліга   | 18   | 1    | 2                | 0                | 3               | 0               | 23     | 1      |
| 1995      | «Верді Кавасакі» | Джей-ліга   | 9    | 0    | 2                | 0                | -               | -               | 11     | 0      |
| 1996      | «Верді Кавасакі» | Джей-ліга   | 8    | 0    | 0                | 0                | 4               | 0               | 12     | 0      |
| 1997      | «Верді Кавасакі» | Джей-ліга   | 18   | 0    | 1                | 0                | 5               | 0               | 24     | 0      |
| 1998      | «Гамба Осака»    | Джей-ліга   | 26   | 3    | 1                | 1                | 2               | 0               | 29     | 4      |
| 1999      | «Гамба Осака»    | Джей-ліга   | 7    | 1    | 0                | 0                | 4               | 0               | 11     | 1      |
| 1999      | «Верді Кавасакі» | Джей-ліга   | 5    | 0    | 0                | 0                | 0               | 0               | 5      | 0      |
| 2000      | «Верді Кавасакі» | Джей-ліга   | 24   | 2    | 2                | 0                | 3               | 1               | 29     | 3      |
| 2001      | «Токіо Верді»    | Джей-ліга   | 9    | 0    | 0                | 0                | 2               | 0               | 11     | 0      |
| 2002      | «Йокогама»       | Джей-ліга 2 | 32   | 5    | 3                | 0                | -               | -               | 35     | 5      |
| 2003      | «Сересо Осака»   | Джей-ліга   | 19   | 0    | 0                | 0                | 3               | 0               | 22     | 0      |
| 2004      | «Сересо Осака»   | Джей-ліга   | 0    | 0    | 0                | 0                | 0               | 0               | 0      | 0      |
| Всього    | Всього           | Всього      | 175  | 12   | 11               | 1                | 26              | 1               | 212    | 14     |

## Титули і досягнення
- Чемпіон Японії (1):

«Верді Кавасакі»: 1994
- Володар Кубка Імператора Японії (1):

«Верді Кавасакі»: 1996
- Володар Кубка Джей-ліги (1):

«Верді Кавасакі»: 1994
- Володар Суперкубка Японії (2):

«Верді Кавасакі»: 1994, 1995